# Río Swan
El río Swan (en inglés: Swan River, que en español es 'río Cisne'), es un río cuya desembocadura atraviesa la ciudad de Perth, en el suroeste de Australia Occidental. En su curso inferior es relativamente ancho y profundo, con pocas menguas, mientras que en el curso alto es generalmente estrecho y bajo. 

## Historia
Antes del Terciario, cuando el nivel del mar era mucho inferior al actual, el río Swan se curvaba hacia el norte de la isla Rottnest y se descargaba en el Océano Índico. De esta manera, talló un desfiladero del tamaño del Gran Cañón. Actualmente conocido como Cañón Perth, este desfiladero sigue vigente como un cañón submarino cerca de la punta de la Placa tectónica.   
Fue nombrado así por el explorador neerlandés Willem de Vlamingh, en 1697, después de avistar a los famosos cisnes negros que habitaban del área. Vlamingh navegó río adentro alrededor isla de Heirisson que se encuentra ubicada en el río. 
Una expedición francesa al mando de Nicolas Baudin, la expedición Baudin (1800-04), también navegó río adentro en 1801. 
Casi inmediatamente después del establecimiento de la ciudad de Perth, se realizaron esfuerzos sistemáticos para reformar el río. Este deseo tenía varias razones:  
- Disminuir las inundaciones en la época invernal
- Mejorar el acceso por botes
- Eliminar tierras pantanosas, las cuales generaban invasiones de mosquitos
- Extensión de la tierra con fines agrícolas y de construcción

- Datos: Q1137387
- Multimedia: Swan River, Western Australia / Q1137387